# Spotara
Spotara (ros. Спотара) – osiedle w Rosji, w Czuwaszji, w rejonie ibriesińskim. W 2010 liczyło 76 mieszkańców.